# شهرک صنعتی سفیددشت
شهرک صنعتی سفیددشت، ناحیه صنعتی از توابع بخش مرکزی شهرستان بروجن در استان چهارمحال و بختیاری است 

## جمعیت
این روستا در دهستان حومه قرار داشته و براساس آخرین سرشماری مرکز آمار ایران که در سال ۱۳۸۵ صورت گرفته، جمعیت آن :
- نفر
- خانوار  بوده‌است.[۱]